# 1133
| 1133               |
| ------------------ |
| Dødsfald - Fødsler |
| • Begivenheder     |

| Gregoriansk kalender | 1133 MCXXXIII           |
| Ab urbe condita      | 1886                    |
| Armensk kalender     | 582 ԹՎ ՇՁԲ              |
| Kinesiske kalender   | 3829 – 3830 壬子 – 癸丑 |
| Etiopisk kalender    | 1125 – 1126             |
| Jødisk kalender      | 4893 – 4894             |
| Hindukalendere       |                         |
| - Vikram Samvat      | 1188 – 1189             |
| - Shaka Samvat       | 1055 – 1056             |
| - Kali Yuga          | 4234 – 4235             |
| Iransk kalender      | 511 – 512               |
| Islamisk kalender    | 527 – 528               |

Konge i Danmark: Niels 1104-1134
Se også 1133 (tal)

## Begivenheder
- Slaget ved Værebro

## Født
- 5. marts - Henrik 2. af England (død 1189)

## Dødsfald
- 22 maj - Sæmund Frode, islandsk præst og historiker (født 1056)